# Charles Philippe Robin
Charles Philippe Robin (Jasseron, departamento Ain; 4 de junio de 1821 - 6 de octubre de 1885) fue un médico, botánico, algólogo, micólogo, fisiólogo animal y vegetal y político francés.

## Biografía
De familia burguesa, fue grandemente influido por su madre, Adelaïde Tardy, cuya familia tenía muchos médicos. Cuando todavía era un niño, perdió un ojo jugando con sus compañeros de clase, y debió usar una prótesis de vidrio a lo largo de su vida. Su visión monocular probablemente jugó un papel en su predilección por el trabajo con el microscopio.[cita requerida]
En 1838, entró a la Facultad de Medicina de París, donde se sintió muy atraído por la anatomía y la investigación biomédica, más que por la medicina clínica. Obtuvo su doctorado el 31 de agosto de 1846 con una tesis sobre la anatomía de la región nasal. En 1847, recibió la agregación en historia natural con su tesis titulada Les Fermentations. Y el mismo año se hizo doctor en ciencias naturales.[cita requerida]
Inició, con Antoine François Passy, la fundación de la Sociedad Botánica de Francia.[cita requerida]
Durante la guerra franco-prusiana de 1870-1871, dirigió en provincias los servicios médicos de las Fuerzas armadas y fundó con Émile Littré la Sociedad de Sociología en 1871. Fue elegido senador en 1876, votando constantemente con los republicanos.[cita requerida]
Nunca se casó, vivió una vida basada en el trabajo. Fue un autor prolífico, con más de 300 artículos publicados. Fue el primero en describir Odium albicans (Candida albicans, hongo diploide), y contribuyó al avance de los conocimientos en histología normal y patológica, en particular mediante la introducción del uso del microscopio.[cita requerida]

## Reconocimientos
- Miembro de la Sociedad Botánica de Francia
- Miembro de la Academia de Medicina, en 1858
- Profesor de histología en 1862
- Miembro de la Academia de las Ciencias francesa, en 1866

## Eponimia
Histología
- Espacios de Virchow-Robin, con el patólogo Rudolf Virchow; son espacios linfáticos en el sistema nervioso central[2]

Especies
- (Cactaceae) Cephalocereus robinii (Lem.) Britton & Rose[3]
- (Cactaceae) Cereus robinii (Lem.) L.D.Benson[4]
- (Cactaceae) Pilosocereus robinii (Lem.) Byles & G.D.Rowley[5]

## Algunas publicaciones
- Des fermentations, tesis para la agregación (1847)
- Recherches sur un appareil qui se trouve sur les poissons du genre des Raies (1847)
- Mémoire sur l'existence d'un œuf ou ovule, chez les mâles comme chez les femelles des végétaux et des animaux, produisant, l'un les spermatozoïdes ou les grains de pollen, l'autre les cellules primitives de l'embryon (1848)
- Observations sur le développement de la substance et du tissu des os
- Mémoire sur l’existence de deux espèces nouvelles d’éléments anatomiques dans le canal médullaire des os
- Du microscope et des injections dans leur application à l'anatomie et à la pathologie (1849)
- Mémoire sur l’anatomie des tumeurs érectiles (1850)
- Tableaux d’anatomie (1851)
- Mémoire sur la distinction à l’aide du microscope, de la matière cérébrale, de l’albumine, etc. (1851)
- Traité de chimie anatomique et physiologique, normale et pathologique, en colaboración con F. Verdeil. 3 vols. 1852-1853. Reimpreso por BiblioBazaar, 2010. 596 pp. ISBN 1-148-79172-8
- Traité de chimie anatomique et physiologique, con F. Verdeil. 3 vols. 1852
- Histoire naturelle des végétaux parasites qui croissent sur l’homme et sur les animaux vivants (1853)
- Mémoire sur le tissu hétéroadénique (1855)
- Mémoire sur les objets qui peuvent être conservés en préparations microscopiques, des trois règnes de la nature (1856)
- Mémoire contenant la description anat.-pathol. des diverses espèces de cataractes capsulaires et lenticulaires (1859)
- Mémoire sur la rétraction, la cicatrisation et l’inflammation des vaisseaux ombilicaux, etc. (1860)
- Mémoire sur les modifications de la muqueuse utérine avant et après la grossesse. 1861
- Leçons sur les substances amorphes et les blastèmes. 1866
- Leçons sur les substances organisées et leurs altérations. 1866
- Leçons sur les humeurs. 1867
- Leçons sur les vaisseaux capillaires et l'inflammation. 1867
- Anatomie microscopique. 1868
- Traité du microscope. 1871
- Anatomie et physiologie cellulaires. 1873. Su obra más importante
- Dictionnaire de médecine, con Littré. 1855
- Nouveau Dictionnaire abrégé de médecine. 1886
- Journal de l'anatomie et de la physiologie normales et pathologiques de l'homme et des animaux. Volumen 30. 1894